# Magnolia (Iowa)
Magnolia és una població dels Estats Units a l'estat d'Iowa. Segons el cens del 2000 tenia 200 habitants.

## Demografia
Segons el cens del 2000, Magnolia tenia 200 habitants, 85 habitatges, i 57 famílies. La densitat de població era de 133,1 habitants/km².
Dels 85 habitatges en un 25,9% hi vivien nens de menys de 18 anys, en un 61,2% hi vivien parelles casades, en un 5,9% dones solteres, i en un 31,8% no eren unitats familiars. En el 30,6% dels habitatges hi vivien persones soles el 16,5% de les quals corresponia a persones de 65 anys o més que vivien soles. El nombre mitjà de persones vivint en cada habitatge era de 2,35 i el nombre mitjà de persones que vivien en cada família era de 2,93.
Per edats la població es repartia de la següent manera: un 24,5% tenia menys de 18 anys, un 6% entre 18 i 24, un 24,5% entre 25 i 44, un 27,5% de 45 a 60 i un 17,5% 65 anys o més.
L'edat mediana era de 42 anys. Per cada 100 dones de 18 o més anys hi havia 109,7 homes.
La renda mediana per habitatge era de 30.625 $ i la renda mediana per família de 40.000 $. Els homes tenien una renda mediana de 31.250 $ mentre que les dones 30.833 $. La renda per capita de la població era de 16.533 $. Entorn del 8,9% de les famílies i l'11% de la població estaven per davall del llindar de pobresa.

## Poblacions més properes
El següent diagrama mostra les poblacions més properes.